# Elia Millosevich
Elia Millosevich   (Venècia, 5 de setembre de 1848 - Roma, 5 de desembre de 1919) va ser un astrònom italià.

## Carrera i assoliments
Durant la seva carrera es va especialitzar en el càlcul d'òrbites d'estels i asteroides, en particular de (433) Eros.
Pel càlcul de l'òrbita d'Eros, en 1898 i 1904 va ser guardonat amb el Premi per l'Astronomia de la Accademia Nazionale dei Lincei italiana; en 1911 va ser guardonat amb el Premi Gustave de Pontécoulant de l'Acadèmia de Ciències de França de París. Va publicar al voltant de 450 treballs de diferents grandàries, així com un gran nombre d'observacions individuals de planetes i estels. Amb Vincenzo Cerulli va compilar un catèleg de 1291 estreles.
| (303) Josephina | 12 de febrer de 1891 |
| (306) Unitas    | 1 de març de 1891    |

## Reconeixements
L'asteroide (69961) Millosevich va ser denominat així en el seu honor.